# 秋富由利夫
秋富 由利夫（あきとみ ゆりお、1950年9月13日-）は、佐賀県出身のプロゴルファー。

## 来歴
小倉商業高校卒業。
小学5年生の頃からゴルフのグラブを握り、中学時代は器械体操をやるが、その頃に鍛えた足腰の強さがロングドライブの糧になる。
麻生飯塚ゴルフ倶楽部で藤井義将に弟子入りし 、162cmと小柄ながら師匠の藤井ばりの広いスタンス、大きなスイングが特徴であった。同じ所属プロで藤井の弟子であった藤池昇や友利勝良とのラウンドで腕を磨き、友利は秋富から小技を盗もうとした。
1975年に6回目の挑戦でプロ入りし、1976年からはアジアサーキットに参戦 。
1976年の香港オープンでは初日に5バーディー、1ボギーでコースレコードタイの66をマークし、謝敏男（ 中華民国）に2打差付けて首位に立つが、2日目には74を叩いて、通算140で2位へ後退。
1977年のタイランドオープンでは前日首位 に立って迎えた最終日にマーティ・ボーエン（ アメリカ合衆国）、追い上げてきた竹安孝博 と三つ巴のサドンデスプレーオフを争い、延長7番ホールでパー4を打って優勝。賞金4300ドル、日本円にして130万円を獲得 。
プロ初優勝を海外で飾ると、1979年には九州オープンで鈴木規夫の6連覇を阻止して初優勝し、同年から1981年まで3連覇を達成。
1981年にはホームの麻生飯塚で行われた西日本アマ・プロゴルフトーナメント（プロの部）で優勝するが、賞金ランキングは1980年の31位が最高位であった。シード30位をほぼ手中にしていたが、猛追する藤木三郎に僅か10万円の差で逆転されてこの順位になった。
1980年の阿蘇ナショナルパークオープンでは初日を藤井久隆・内田繁・草壁政治・鷹巣南雄と並んでの首位タイでスタートし、最終日には鷹巣と並んで2位タイ に終わった。
1982年の新潟県オープンでは山本善隆・謝敏・森憲二・鈴木規に次ぐと同時に牧野裕と並んでの5位タイ、大京オープンでは青木功・横島由一・中山徹・泉川ピートに次ぐ6位に入った。
1983年には同年からJPGA公認競技となり、テレビ中継が始まったミズノオープンで出口栄太郎・中嶋常幸・内田・謝敏に次ぐと同時に青木功・藤木三郎と並ぶ5位タイ、かながわオープンでは最終日に68をマークし、東聡・河野和重に並ぶと同時に湯原信光・矢部昭・中村忠夫・豊田明夫・中村通を抑えて河野高明の2位タイに入った。
1983年には28試合出場でベスト10以内に5回入ったが、最終戦前も40位でボーダーラインにいて、下位選手のターゲットとなっていた。結果的に40位で九州では鈴木規に次いで2人目のシード権を獲得し、1984年には九州ゴルフ界で最も活躍した選手に送られる第10回グリーン・ハット賞を受賞。
1985年から松永カントリークラブでプロ・アマ・研修生により行われている「ミッドサマーオープン」では1990年に三好隆・渡辺司と並んでの3位タイ、1991年には渡辺・宮田孝誠を抑えて優勝、1994年には堀川昌利と並んでの3位タイに入った。
1986年のKSB瀬戸内海オープンでは中村稔・中川泰一・宮本康弘に次ぐ4位、ペプシ宇部で牧野と並んでの5位タイ、札幌とうきゅうオープンでは鷹巣、デビッド・イシイ（アメリカ）と並んでの7位タイに入る。
1987年のKSB瀬戸内海オープンではマイク・ハーウッド（ オーストラリア）、中村と並んで高橋勝成の2位タイ 、富山県オープンでは芹澤信雄・須貝昇に次ぐと同時に井上久雄と並んでの3位タイ、関西プロでは上野忠美・白石達哉・中村忠・吉野展弘と並んでの5位タイ、大京オープンではブライアン・ジョーンズ（オーストラリア）、イシイ・田中泰二郎・謝敏・飯合肇と並んでの8位タイに入る。
1988年の関西プロでは三上法夫と並んで倉本昌弘の2位タイ、兵庫県オープンでは金山和雄と並んでの3位タイに入った。
1989年には東急大分オープンで優勝し、札幌とうきゅうオープンではロジャー・マッカイ&テリー・ゲール（オーストラリア）と並んでの7位タイ、NST新潟オープンでは水巻善典・井戸木鴻樹と並んでの9位タイに入る。入江勉とペアを組んだアコムダブルスでは牧野裕&中島正裕と並んでの6位タイ、ミズノTOKYOオープンでは最終日に66をマークして中瀬芳治・江本光と並んでの2位タイに入った。
1993年のペプシ宇部ではエドアルド・エレラ（ コロンビア）と並んでの8位タイに入り、1994年にはクレインカップ真庭オープンで優勝。
1995年のアコムインターナショナルで井戸木と並んでの9位タイに入ったが、これがレギュラーツアーでの最後の十傑入りとなった。
シニア転向後の2003年は8試合に出場してキャッスルヒルオープン4位タイ、日本シニアオープン7位タイなどで賞金ランク15位としてシード復活を果たした。2004年はキャッスルヒルで久々に優勝争いに加わったが、結局高橋に逃げ切られ2位タイに終わった。日本シニアオープンで予選落ちするも、アデランスシニア11位タイ、日本プロシニア18位タイなど着実に賞金を重ね賞金ランク15位に入りシード権を守った。
2007年の日本オープンを最後にレギュラーツアーから引退し、2021年の関西プロゴールドシニアでは初日に5バーディー3ボギー、70ストロークのエージシュートで単独首位に立ち、試合では自身初のエージシュート達成を決める。前半をイーブンで折り返し、10番、11番で連続バーディー、12番をボギーとし、16番でバーディーを奪い、2アンダーとした。スコア提出後に仲間から言われて気付いたが、プライベートでは何度か達成していた。
イシイは親しいプロとして真っ先に秋富の名前を挙げており、秋富はイシイがまだ日本語もよく分からずツアーで孤立していた時からよく声をかけ、食事などに誘っていた。イシイが冷やかし半分に「よくそんな小さな体でプロになったね。大きかったらチャンピオンになったでしょうにね」と言った際、秋富は「デビッド、人間には二つの生き方がある。自分のありのままを認めてベストを尽くすか、自分以外のものに憧れて一生を終わるか。俺は自分のありのままの中でベストを尽くすことにしているんだ」と助言。秋富の助言には大きなインパクトがあり、イシイは後に「すべてそこからスタートしたように思いますよ。自分がやれることをやるのが本当の意味でのベストを尽くすことなんだということを日本で教えてもらったのですから。」と振り返っている。

## 主な優勝
レギュラー
- 1979年 - 九州オープン
- 1980年 - 九州オープン
- 1981年 - 九州オープン、西日本アマ・プロ（プロの部）
- 1989年 - 東急大分オープン
- 1991年 - ミッドサマーオープン
- 1994年 - クレインカップ真庭オープン

海外
- 1977年 - タイランドオープン

シニア
- 2000年 - キョーエイ産業鷹の巣シニアオープン

## テレビ番組
- 『で〜ちゃんのぶらっと金曜日』「ぶら金ゴルフ」（テレビ宮崎）[46] [47]
- 「秋富プロのゴルフ熱中塾!!」（テレビ宮崎）